# Oswald Landgrebe
Oswald Christoph Christian Landgrebe (* 6. Februar 1876 in Kassel; † 7. Februar 1956 in Obervellmar) war Abgeordneter des Provinziallandtages der preußischen Provinz Hessen-Nassau.

## Leben
Oswald Christoph Christian Landgrebe war der Sohn des Johann Heinrich Landgrebe und dessen Gemahlin Benedikte Graner. In seinem Heimatort war er Besitzer einer Mühle und betätigte sich politisch. Er engagierte sich in der Hessischen Arbeitsgemeinschaft  und erhielt im Jahre 1921 ein Mandat für den Kurhessischen Kommunallandtag des Regierungsbezirks Kassel, aus dessen Mitte er zum Abgeordneten des Provinziallandtages der Provinz Hessen-Nassau bestimmt wurde. Er blieb bis zum Jahre 1929 in den Parlamenten.